# Осадча Катерина Олександрівна
Катери́на Олекса́ндрівна Оса́дча (нар. 12 вересня 1983, Київ) — українська журналістка, ведуча програм «Світське життя»,  «Голос країни» (1-3, 6-8, 13 сезони) та  «Голос діти» на телеканалі «1+1».

## Життєпис

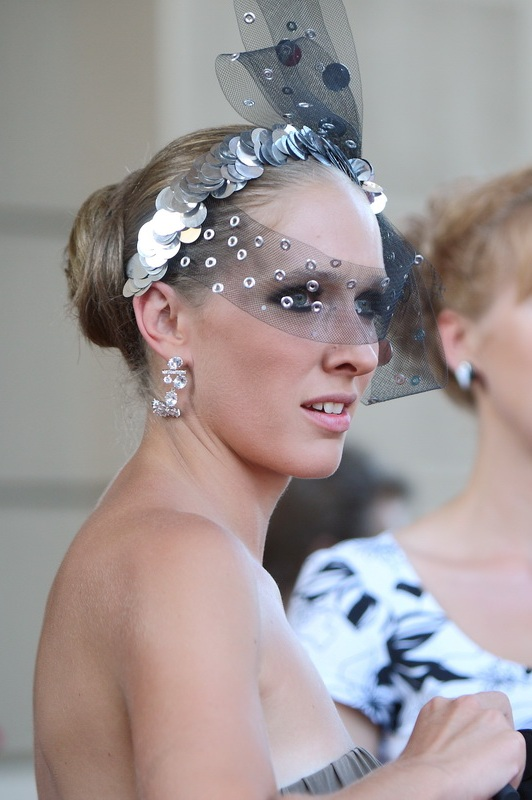
Катерина Осадча на 1-му Одеському міжнародному кінофестивалі (2010)

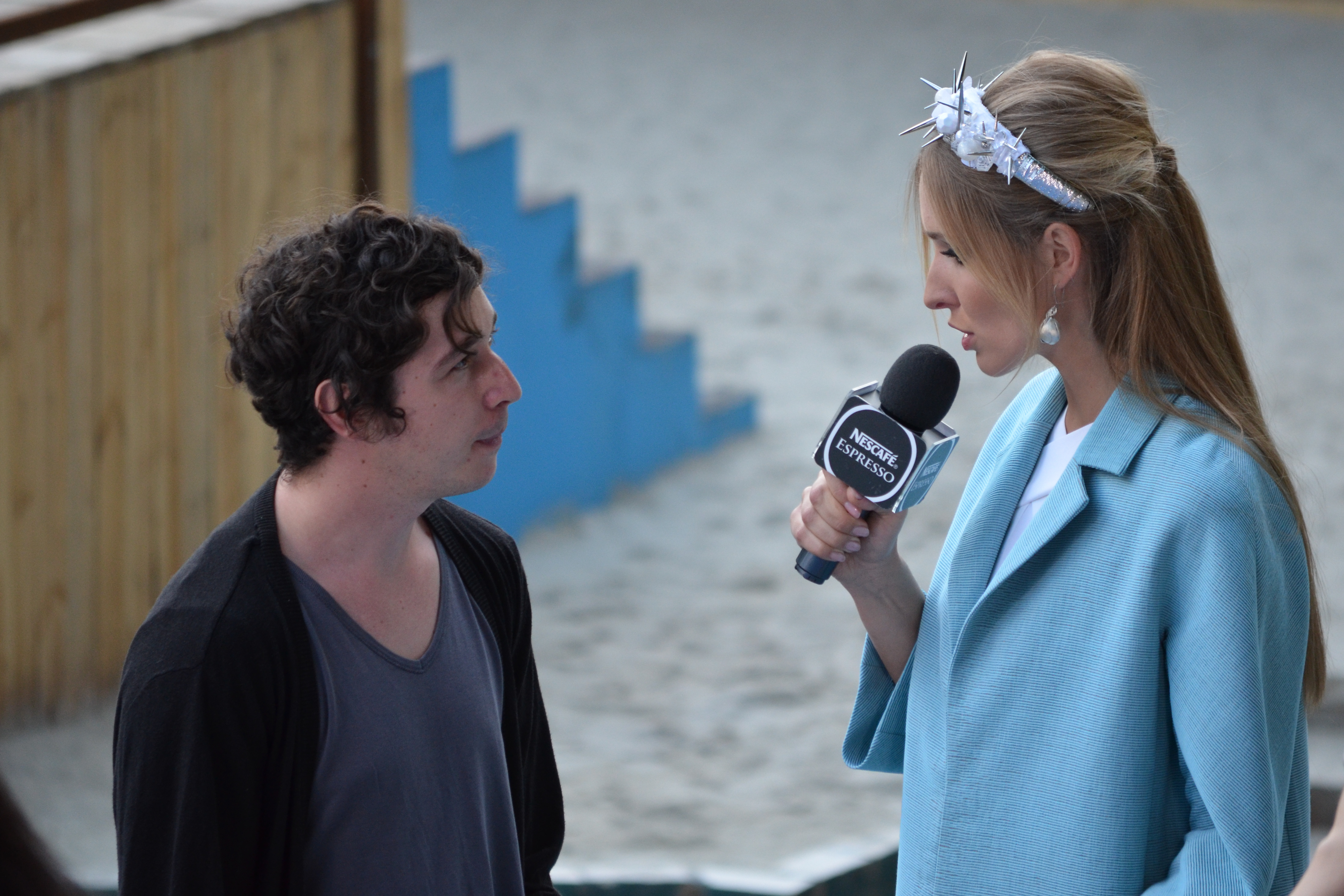
Катерина Осадча з Дмитром Шуровим у Зеленому театрі (2014)

Народилася 12 вересня 1983 року в Києві. Батько — Осадчий Олександр Володимирович, генеральний директор ВО «Київприлад». Мати — домогосподарка, за професією бібліотекарка. Має молодшого на кілька років брата.
Окрім занять у школі, займалася музикою і танцями (в хореографічному ансамблі «Соколята»). У 13 років почала професійну модельну кар'єру, закінчила школу моделей агентства «Багіра». У 14 років, після дев'ятого класу, на три місяці вирушила на зйомки в Токіо. Пізніше знімалась в Німеччині, Англії, Франції. Шкільні випускні іспити здала екстерном через напружений знімальний графік в Парижі.
У 2001 одружилася з депутатом Олегом Поліщуком. В 2002 році народила сина Іллю. У 2004 році розлучилася з чоловіком.
У лютому 2017 року оголосила про офіційний шлюб з Юрієм Горбуновим. 18 лютого 2017 року народила сина Івана.. 
Після початку російської військової агресії 24 лютого 2022 року, разом з командою волонтерів створила телеграм-канал «Пошук зниклих», який тільки за квітень 2022 року допоміг знайти понад 1500 людей.

## Кар'єра
Під час першої вагітності Осадча вирішила присвятити себе телевізійній журналістиці. Через недостатнє знання української за чотири місяці після пологів почала займатися з викладачем для відпрацювання навичок мовлення, дикції, постановки голосу. Заочно закінчила історичний факультет Київського національного університету імені Тараса Шевченка.
Перший досвід тележурналістики здобула, працюючи позаштатною кореспонденткою Першого національного телеканалу. У 2005 році пройшла кастинг і стала ведучою проєкту «Світські хроніки» на телеканалі «Тоніс». У 2007 році стала ведучою програми «Світське життя» на Першому національному телеканалі. З серпня 2008 року програма почала виходити на телеканалі «1+1».
У 2009 році брала участь у другому сезоні програми «Танцюю для тебе» на телеканалі «1+1» з партнером Андрієм Крисем. У 2011 році стала ведучою шоу «Голос країни» на «1+1». У 2012 році на каналі стартувало талант-шоу «Голос. Діти», у якому роль Осадчої як ведучої змінилася — вона допомагала дітям впоратися з хвилюванням перед виходом на сцену.
31 жовтня 2017 року Осадча стала членкинею журі на революційному реаліті-шоу «Модель XL (1+1)» каналу «1+1». Разом із дизайнером Андре Таном, хореографом Владом Ямою та латвійською моделлю Тетяною Мацкевич обирали обличчя колекції «A.Tan+» серед пишних дівчат.

## Нагороди та досягнення
У 2007 році зайняла 96 місце в рейтингу «100 найвпливовіших жінок України» за версією журналу «Фокус», в 2013 році — 64-те. 
У 2009 році зайняла 6 місце у рейтингу «Обличчя Києва» за версією газети «Афіша». Того ж самого року капелюшок Катерини Осадчої у вигляді гави, що сидить на гілці, був відзначений британською газетою «The Daily Telegraph» як один з найбільш екстравагантних на королівських кінних перегонах «Royal Ascot».
У лютому 2018 року Осадча отримала титул «Мами року» за версією «Viva! Найкрасивіші».
У квітні 2018 року стала переможницею головної телевізійної премії країни «Телетріумф» у номінації «ІНТЕРВ’ЮЕР».
Частиною образу Каті Осадчої є екстравагантні капелюшки, на чому було загострено увагу в сатиричному мультсеріалі «Казкова Русь», де вона стала прототипом «Каті Острячої». Зміна капелюшків Каті Осадчої також стала об'єктом пародії у передачі «Велика різниця по-українськи».